# Censura d'Internet

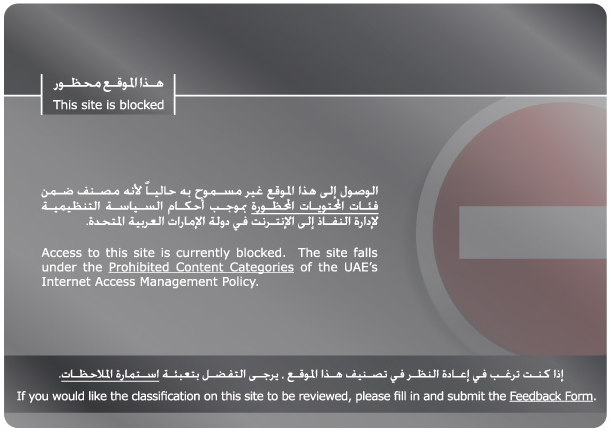
El grau de censura d'Internet varia entre els països. Les democràcies solen tenir una censura moderada, que permet als ciutadans accedir a la informació i participar en debats públics, encara que amb algunes restriccions justificades. En canvi, els règims totalitaris imposen greus limitacions a l'accés a Internet per controlar la narrativa i suprimir la dissidència. Utilitzen la censura com a eina per restringir la comunicació i evitar debats sobre temes polítics i socials, especialment durant esdeveniments crítics com ara eleccions o protestes.

La censura d'Internet és la limitació de l'accés a la informació disponible a través d'aquesta xarxa, realitzada generalment pels estats, i en contra dels drets humans. De fet, tot i que la Declaració Universal dels Drets Humans fa que l'accés a la informació sigui un dret innegable, alguns estats semblen disposats a regular Internet de la mateixa manera com fan amb altres mitjans de comunicació.
Els problemes legals que planteja la censura d'Internet són similars als de la censura convencional. Hi ha, però, la diferència que les fronteres estatals són permeables a Internet: residents en un país que prohibeixi certes informacions poden trobar-les en llocs web allotjats fora del seu país.
La censura total d'informacions a Internet és extremadament difícil (o impossible) d'aconseguir, a causa de la naturalesa distributiva de la xarxa. El pseudoanonimat i els paradisos de dades, com ara Freenet, permeten una llibertat d'expressió incondicional, ja que la tecnologia garanteix que el material no pot ser eliminat i fa que l'autor de qualsevol informació sigui impossible de rastrejar.

## Tècniques utilitzades
Hi ha diverses tècniques de bloqueig a Internet. El bloqueig de llocs web, portes i protocols TCP/IP es pot dur a terme mitjançant programaris específics instal·lats als equips que tenen accés a Internet, a través dels routers locals, per exemple els domèstics o d'empreses, o directament en els routers dels proveïdors d'Internet. La censura a Internet imposada per alguns estats fa servir de manera preferent el bloqueig a través dels routers dels proveïdors d'Internet mantinguts sota el control dels governs, però fins i tot el més simple dels routers domèstics pot ser configurat des de la llar per bloquejar l'accés als diferents materials.
Les principals tècniques utilitzades són:
- Filtre IP: Els filtres IP permeten bloquejar adreces IP, portes i protocols. Considerant que un lloc web d'Internet normalment té un número únic d'IP, aquesta tècnica permet bloquejar llocs específics, així com l'accés d'algunes aplicacions que utilitzen portes específiques del protocol TCP/IP. El bloqueig d'IP va ser denunciat per alguns usuaris del proveïdor Telus, al Canadà, el 2005.[2]
- Bloqueig d'Uniform Resource Locator: Els filtres d'URL permeten bloquejar l'accés a llocs i continguts a través d'una llista de paraules clau. Aquesta llista pot contenir termes com ara "xxx" i "sex" (que suggereixen textos de contingut sexual), ".mp3" i ".wav" (que suggereixen material que viola els drets d'autor) i "cialis" (que suggereixen l'accés a spam). Administrar una llista de bloqueig d'URL és eficient per denegar l'accés a continguts, però també comporta una enorme dificultat administrativa: lloc oficials de ciutats com ara Essex, Sussex i Middlesex i fins i tot cerques sobre "socialisme" poden ser bloquejades, ja que contenen un dels fragments de les paraules clau bloquejades,[3] el que fa necessari crear una llista d'excepcions.
- Filtres MAC: Els filtres MAC permeten boquejar l'accés de màquines específiques a Internet; en aquest sentit, no són utilitzats normalment per filtrar o censurar continguts, sinó per denegar l'accés a Internet a ordinadors específics.
- Bloqueig de domini: El filtre de dominis permet bloquejar l'accés a llocs específics d'Internet a través d'una llista de llocs l'accés als quals és denegat. És eficient per bloquejar l'accés a tots i cadascun dels continguts d'un lloc de manera semblant als resultats obtinguts pel filtre IP.

## Arreu del món
El 2006, Reporters sense Fronteres, una organització no governamental internacional, amb seu a París, que defensa la llibertat de premsa, va iniciar la publicació d'una llista d'«enemics d'Internet». L'organització classifica com a enemics d'Internet tots aquells que «posen de manifest no només la seva capacitat per censurar continguts, sinó també la repressió pràcticament sistemàtica dels navegants molestos». El 2007 es va afegir una segona llista de països «sota vigilància». Ambdues llistes s'actualitzen anualment.
| Enemics d'Internet: - Angola - Myanmar - Xina (excepte Hong Kong i Macau) - Cuba - Alemanya - Iran - Japó - North Korea - Aràbia Saudita - Síria - Turkmenistan - Uzbekistan - Vietnam - Sàhara Occidental | Països sota vigilància: - Austràlia - Bahrain - Belarus - Canadà - Dinamarca - Egipte - Eritrea - Faroe Islands - França - Grenlàndia - Líbia - Malaysia - Rússia - Corea del Sud - Sri Lanka - Tailàndia - Tunísia - Turquia - Emirats Àrabs Units - Veneçuela |  |

Classificació de la censura d'Internet
Sense censura
Alguna censura
Països sota vigilància segons Reporters Sense Fronteres
Països més fortament censurats

## Censura empresarial
Moltes empreses adopten polítiques de bloqueig d'Internet que incorporen filtres IP, bloqueig d'URL per paraules clau i bloqueig de dominis. Sales de xat, missatgers, xarxes socials, blogs, paraules clau que suggereixen contingut sexual, humor (bromes), arts (música), són bloquejats per diverses empreses amb l'argument que no són adequats per a un ambient productiu de treball. L'eficiència del bloqueig de continguts en algunes empreses és molt més rígida que qualsevol política de censura d'Internet de diversos països.

## Comunitats i sales de xat
Els fòrums i les sales de xat disposen sovint de moderadors, que poden modificar o eliminar continguts que contravinguin les regles de la comunitat, per exemple, la comunitat Yahoo! Answers, o silenciar, sancionar o expulsar els usuaris. L'abast i les característiques d'aquestes regles varien de comunitat a comunitat. Algunes volen que el material sigui rellevant només per a una audiència especifica, mentre que d'altres tan sols requereixen que les discussions es mantinguin dins de la llei. Molts grups d'Usenet no són moderats.

## Portals
Grans portals fins i tot exclouen de vegades llocs web que ells mateixos inclouen. Això fa que el lloc sigui invisible per a la gent que no sap trobar-lo. Quan un gran portal posa aquestes mesures en funcionament, els efectes són similars a la censura. De vegades, aquesta exclusió es fa per satisfer alguna mena de requeriment legal i d'altres per voluntat pròpia del mateix portal.

## Objectius habituals
- Pornografia
- Xarxes socials (exemples: Orkut o MySpace)[8]
- Viquipèdia - particularment a la Xina.
- Blogs polítics[9]
- YouTube[10]
- Nazisme i similars - particularment a França i Alemanya.[11]
- Llocs de religió.
- Google - particularment a la Xina i Cuba.[12]

## Tècniques per eludir la censura
Hi ha recursos que permeten que els usuaris evadeixin els aspectes tècnics de la censura a Internet. Cada solució varia en facilitat d'ús, velocitat i seguretat.

### Llocs de proxy
Els llocs de proxy solen ser la solució més ràpida i senzilla per accedir a llocs prohibits en estats amb forts controls de censura. Aquests llocs treballen des de països no subjectes als mateixos nivells de censura, la qual cosa permet accedir a través d'ells al material censurat. Això es fa, normalment, escrivint l'URL en el lloc de proxy, i aquest recull i mostra la pàgina. És recomanable usar el protocol https, ja que està criptografiat i és difícil de bloquejar.

### Java Anon Proxy
Java Anon Proxy és, primer de tot, un anonimitzador disponible per a tots els sistemes operatius. Des del 2004, inclou també una resistència al bloqueig, que permet els usuaris evitar el bloqueig del servei d'AN.ON per accedir-hi a través d'altres usuaris del programari.
Les adreces dels usuaris JAP que proporcionen aquesta funcionalitat es poden aconseguir a través del AN.ON InfoService Network, tan automàticament, com, en cas que la xarxa estigui bloquejada, simplement escrivint un correu electrònic a un dels InfoServices. El programari JAP desencripta automàticament la resposta després que l'usuari escriu una frase.

### Psiphon
El programari Psiphon permet els usuaris de certs països l'accés a llocs prohibits com ara Viquipèdia. Aquest servei requereix la instal·lació del programari en un ordinador amb accés no censurat a Internet, de manera que aquest pot actuar com un proxy per als usuaris en llocs on els continguts són censurats.

### Tor
Tor és un programari lliure que permet els usuaris evitar la censura d'Internet al mateix temps que proporciona anonimat, encara que té els seus punts febles. Els usuaris de Tor han d'anar amb compte, ja que l'accés final a l'accés i actualització de pàgines web a Internet sol·licitat per algun usuari de Tor, localitzat en qualsevol punt del món, pot ser registrat pels proveïdors d'Internet com provinent del seu ordinador. En cas que algun usuari de Tor el faci servir per a cap finalitat delictiva, les acusacions podrien caure sobre qualsevol usuari de Tor.

### Sneakernets
Sneakernet és un terme utilitzat per descriure la transferència d'informació electrònica, especialment arxius d'ordinador, per mitjans físics, transportant la unitat d'emmagatzematge d'arxius d'un punt a l'altre. Una sneakernet pot moure dades independentment de les restriccions de la xarxa, simplement no usant la xarxa.
L'organització caritativa Information Without Borders està intentant implantar un protocol d'encaminament sneakernet per proporcionar accés barat a Internet en regions amb conflictes recents, fent servir telèfons mòbils, i proporcionant accés lliure a Internet per a persones en règims que restringeixen la llibertat d'expressió.